# Elías Piña (província)
Elías Piña é uma província da República Dominicana. Sua capital é a cidade de Comendador.